# Aleksander Bassin
Aleksander Bassin, slovenski likovni kritik, * 8. maj 1938, Ljubljana.
Diplomiral je 1961 na ljubljanski Pravni fakulteti ter poleg prava študiral še umetnostno zgodovino. Leta 1966 se je zaposlil kot tajnik na Akademiji za likovno umetnost in oblikovanje v Ljubljani, leta 1978 pa je postal direktor Ljubljanskega regionalnega zavoda za varstvo naravne in kulturne dediščine. Kasneje je bil ravnatelj Mestne galerije v Ljubljani. Kot likovni kritik obravnava mnoge nove pojave v sodobnem slikarstvu, grafiki in kiparstvu. Poročila in kritike objavlja v raznih strokovnih revijah in dnevnih časopisih, piše pa tudi razstavne kataloge. Dolga leta je bil med vodilnimi poročevalci o tekoči likovni ustvarjalnosti v Sloveniji in ima eno najbolj bogatih bibliografij. Ukvarja se tudi s cenitvami del 20. stoletja. Njegova žena je kiparka Mojca Smerdu.